# HC Oceláři Třinec v české hokejové extralize 2020/2021
Sezóna 2020/2021 je 26. sezónou Třince v české extralize. Hlavním trenérem byl Václav Varaďa.

## Za Třinec hráli
| Brankář                                                                               | Jakub Štěpánek    | 20. června 1986 (38 let)    |  | [ 1 ]                                                               |
| Brankář                                                                               | Josef Kořenář     | 31. ledna 1998 (27 let)     |  | [ 2 ]                                                               |
| Brankář                                                                               | Ondřej Kacetl     | 15. října 1990 (34 let)     |  | [ 3 ]                                                               |
| Obránce                                                                               | Marian Adámek     | 2. října 1997 (27 let)      |  |                                                                     |
| Obránce                                                                               | Milan Doudera     | 1. ledna 1993 (32 let)      |  | [ 4 ]                                                               |
| Obránce                                                                               | Jan Jaroměřský    | 10. září 1988 (36 let)      |  | Příchod z HC Olomouc                                                |
| Obránce                                                                               | David Musil       | 9. dubna 1993 (32 let)      |  |                                                                     |
| Obránce                                                                               | Martin Gernát     | 11. dubna 1993 (32 let)     |  |                                                                     |
| Obránce                                                                               | Tomáš Kundrátek   | 26. prosince 1989 (35 let)  |  |                                                                     |
| Obránce                                                                               | Guntis Galvinš    | 11. dubna 1996 (29 let)     |  | Ukončení angažmá z rodinných důvodů                                 |
| Obránce                                                                               | Jan Zahradníček   | 13. srpna 1996 (28 let)     |  |                                                                     |
| Obránce                                                                               | Ralfs Freibergs   | 17. května 1991 (34 let)    |  | Příchod z HC Kometa Brno první zápas 31.1.2021                      |
| Útočník                                                                               | Aron Chmielewski  | 9. října 1991 (33 let)      |  | [ 6 ]                                                               |
| Útočník                                                                               | Michal Kovařčík   | 19. listopadu 1996 (28 let) |  | [ 7 ]                                                               |
| Útočník                                                                               | Ondřej Kovařčík   | 10. června 1995 (29 let)    |  | [ 7 ]                                                               |
| Útočník                                                                               | Miloš Roman       | 6. listopadu 1999 (25 let)  |  | Příchod z Vancouver Giants WHL                                      |
| Útočník                                                                               | Erik Hrňa         | 25. června 1988 (36 let)    |  |                                                                     |
| Útočník                                                                               | Vladimír Dravecký | 3. června 1985 (39 let)     |  |                                                                     |
| Útočník                                                                               | Tomáš Marcinko    | 11. dubna 1988 (37 let)     |  |                                                                     |
| Útočník                                                                               | Martin Růžička    | 15. prosince 1985 (39 let)  |  |                                                                     |
| Útočník                                                                               | Patrik Hrehorčák  | 18. března 1999 (26 let)    |  |                                                                     |
| Útočník                                                                               | David Kofroň      | 24. listopadu 1998 (26 let) |  | [ 8 ]                                                               |
| Útočník                                                                               | Petr Vrána        | 25. března 1985 (40 let)    |  |                                                                     |
| Útočník                                                                               | Matěj Stránský    | 11. července 1993 (31 let)  |  |                                                                     |
| Útočník                                                                               | Daniel Kurovský   | 4. března 1998 (27 let)     |  | Příchod z HC Vítkovice Ridera                                       |
| Útočník                                                                               | Filip Zadina      | 27. listopadu 1999 (25 let) |  | Příchod z Detroit Red Wings – NHL Odchod do Detroit Red Wings – NHL |
| Útočník                                                                               | Lukáš Jašek       | 28. srpna 1997 (27 let)     |  | Příchod z Utica Comets – AHL                                        |
| Útočník                                                                               | Taylor Leier      | 15. února 1994 (31 let)     |  | Příchod z Rochester Americans – AHL ukončení smlouvy k 31.1.2021    |
| Útočník                                                                               | Jack Rodewald     | 24. února 1994 (31 let)     |  | Příchod z Springfield Thunderbirds – AHL                            |
| Útočník                                                                               | Michael Špaček    | 9. dubna 1997 (28 let)      |  | Příchod z Tappara Tampere – Finsko                                  |
| Trenéři - Václav Varaďa , Marek Zadina, Jiří Raszka, Jaroslav Kameš (trenér brankářů) |                   |                             |  |                                                                     |

## Odchody před sezonou
- Petr Kváča do 	HC Bílí Tygři Liberec
- Martin Adamský do AZ Heimstaden Havířov Chance liga
- Roman Szturc do 	AZ Heimstaden Havířov Chance liga
- Jan Hladonik do 	HC Energie Karlovy Vary
- Jakub Matyáš do LHK Jestřábi Prostějov
- Vladimír Roth do 	Madeta Motor České Budějovice od 2.12.2020
- Jiří Polanský – ukončení aktivní kariéry
- Lukáš Krajíček – ukončení aktivní kariéry
- Štěpán Novotný – přerušil kariéru

## Základní část
| Kolo | Datum       | Domácí           | Výsledek | Hosté            | Třetiny                     | Zápis |
| ---- | ----------- | ---------------- | -------- | ---------------- | --------------------------- | ----- |
| 1.   | 20.9. 2020  | Karlovy Vary     | 2 : 5    | Třinec           | (1:1, 1:2, 0:2)             | Zde   |
| 2.   | 22.9. 2020  | Litvínov         | 3 : 6    | Třinec           | (1:2, 2:2, 0:2)             | Zde   |
| 3.   | 7.11. 2020  | Třinec           | 4 : 3 PP | Brno             | (0:0, 3:2, 0:1 - 1:0)       | Zde   |
| 4.   | 9.11. 2020  | Karlovy Vary     | 2 : 7    | Třinec           | (0:4, 1:2, 1:1)             | Zde   |
| 5.   | 11.11. 2020 | Liberec          | 1 : 3    | Třinec           | (1:0, 0:1, 0:2)             | Zde   |
| 6.   | 13.11. 2020 | Třinec           | 5 : 2    | Olomouc          | (3:0, 0:2, 2:0)             | Zde   |
| 7.   | 15.11. 2020 | Třinec           | 5 : 2    | Zlín             | (2:1, 1:0, 2:1)             | Zde   |
| 8.   | 17.11. 2020 | Třinec           | 6 : 3    | České Budějovice | (2:0, 3:2, 1:1)             | Zde   |
| 9.   | 20.11. 2020 | Třinec           | 3 : 1    | Plzeň            | (2:1, 0:0, 1:0)             | Zde   |
| 10.  | 22.11. 2020 | Pardubice        | 7 : 6 PP | Třinec           | (2:4, 1:2, 3:0 - 1:0)       | Zde   |
| 11.  | 24.11. 2020 | Mountfield HK    | 0 : 3    | Třinec           | (1:1, 1:2, 0:2)             | Zde   |
| 12.  | 27.11. 2020 | Třinec           | 6 : 4    | Liberec          | (2:2, 2:1, 2:1)             | Zde   |
| 13.  | 29.11. 2020 | Třinec           | 2 : 1    | Mountfield HK    | (1:0, 1:0, 0:1)             | Zde   |
| 14.  | 1.12. 2020  | Třinec           | 4 : 2    | Sparta Praha     | (3:1, 1:1, 0:0)             | Zde   |
| 15.  | 4.12. 2020  | Třinec           | 4 : 2    | Litvínov         | (1:1, 1:0, 2:1)             | Zde   |
| 16.  | 6.12. 2020  | Třinec           | 3 : 4 SN | Mladá Boleslav   | (1:1, 0:1, 0:1 - 2:1 - 0:1) | Zde   |
| 17.  | 8.12. 2020  | Třinec           | 4 : 3    | Pardubice        | (2:2, 2:1, 0:0)             | Zde   |
| 18.  | 11.12. 2020 | České Budějovice | 2 : 1 PP | Třinec           | (0:0, 1:0, 0:1 - 1:0)       | Zde   |
| 19.  | 13.12. 2020 | Brno             | 1 : 3    | Třinec           | (0:0, 1:3, 0:0)             | Zde   |
| 20.  | 15.12. 2020 | Třinec           | 6 : 0    | Vítkovice        | (2:0, 3:0, 1:0)             | Zde   |
| 21.  | 18.12. 2020 | Třinec           | 0 : 1    | Olomouc          | (0:0, 0:0, 0:1)             | Zde   |
| 22.  | 21.12. 2020 | Třinec           | 3 : 4 SN | Karlovy Vary     | (0:1, 2:0, 1:2 - 0:0 - 0:1) | Zde   |
| 23.  | 26.12. 2020 | Vítkovice        | 2 : 1 SN | Třinec           | (0:0, 0:1, 1:0 - 0:0 - 1:0) | Zde   |
| 24.  | 28.12. 2020 | Olomouc          | 6 : 3    | Třinec           | (2:2, 2:0, 2:1)             | Zde   |
| 25.  | 30.12. 2020 | Zlín             | 2 : 3 PP | Třinec           | (1:1, 1:1, 0:0 - 0:1)       | Zde   |
| 26.  | 3.1. 2021   | Plzeň            | 3 : 4 PP | Třinec           | (2:1, 1:2, 0:0 - 0:1)       | Zde   |
| 27.  | 4.1. 2021   | Plzeň            | 5 : 0    | Třinec           | (1:0, 0:0, 4:0)             | Zde   |
| 28.  | 8.1. 2021   | Třinec           | 1 : 4    | Pardubice        | (0:3, 1:0, 0:1)             | Zde   |
| 29.  | 10.1. 2021  | Třinec           | 0 : 2    | Liberec          | (0:1, 0:1, 0:0)             | Zde   |
| 30.  | 12.1. 2021  | Mladá Boleslav   | 3 : 2    | Třinec           | (2:2, 1:0, 0:0)             | Zde   |
| 31.  | 15.1. 2021  | Třinec           | 3 : 1    | Mountfield HK    | (0:0, 3:1, 0:0)             | Zde   |
| 32.  | 17.1. 2021  | Třinec           | 5 : 4 SN | Sparta Praha     | (0:1, 2:0, 2:3 - 0:0 - 1:0) | Zde   |
| 33.  | 20.1. 2021  | Litvínov         | 1 : 2    | Třinec           | (1:0, 0:2, 0:0)             | Zde   |
| 34.  | 22.1. 2021  | Mladá Boleslav   | 3 : 2    | Třinec           | (0:0, 2:0, 1:2)             | Zde   |
| 35.  | 24.1. 2021  | Třinec           | 9 : 7    | České Budějovice | (1:3, 4:3, 4:1)             | Zde   |
| 36.  | 26.1.2021   | Brno             | 2 : 3    | Třinec           | (1:1, 1:1, 0:1)             | Zde   |
| 37.  | 29.1.2021   | Třinec           | 4 : 1    | Brno             | (2:1, 1:0, 1:0)             | Zde   |
| 38.  | 31.1.2021   | Třinec           | 6 : 3    | Karlovy Vary     | (1:1, 4:1, 1:1)             | Zde   |
| 39.  | 2.2.2021    | Třinec           | 7 : 1    | Vítkovice        | (0:1, 5:0, 2:0)             | Zde   |
| 40.  | 5.2.2021    | Olomouc          | 2 : 3    | Třinec           | (1:0, 1:1, 0:2)             | Zde   |
| 41.  | 7.2.2021    | Třinec           | 5 : 2    | Zlín             | (2:1, 1:0, 2:1)             | Zde   |
| 42.  | 9.2. 2021   | Sparta Praha     | 3 : 2    | Třinec           | (0:2, 2:0, 1:0)             | Zde   |
| 43.  | 15.2. 2021  | Vítkovice        | 3 : 4    | Třinec           | (3:2, 0:2, 0:0)             | Zde   |
| 44.  | 17.2.2021   | Třinec           | 3 : 2    | Plzeň            | (1:0, 0:2, 2:0)             | Zde   |
| 45.  | 19.2.2021   | Pardubice        | 2 : 6    | Třinec           | (0:1, 1:4, 1:1)             | Zde   |
| 46.  | 21.2.2021   | Liberec          | 0 : 4    | Třinec           | (0:2, 0:1, 0:1)             | Zde   |
| 47.  | 23.2. 2021  | Zlín             | 2 : 3    | Třinec           | (0:1, 1:1, 1:1)             | Zde   |
| 48.  | 26.2.2021   | Mountfield HK    | 3 : 2    | Třinec           | (1:1, 1:1, 1:0)             | Zde   |
| 49.  | 28.2.2021   | Sparta Praha     | 4 : 2    | Třinec           | (2:1, 1:1, 1:0)             | Zde   |
| 50.  | 2.3.2021    | Třinec *         | 2 : 3    | Litvínov         | (0:1, 1:1, 1:1)             | Zde   |
| 51.  | 5.3.2021    | Třinec *         | 3 : 4    | Mladá Boleslav   | (1:3, 1:1, 1:0)             | Zde   |
| 52.  | 7.3.2021    | České Budějovice | 0 : 4    | Třinec           | (0:2, 0:0, 0:2)             | Zde   |

- Utkání bylo odehráno v Litvínově
- Utkání bylo odehráno v Mladé Boleslavi

## Play-off -Sezona 2020 / 2021
|  | Předkolo | Předkolo       | Předkolo       |                |   | Čtvrtfinále | Čtvrtfinále | Čtvrtfinále |  |   | Semifinále   | Semifinále | Semifinále |  |   | Finále  | Finále | Finále |
|  |          |                |                |                |   |             |             |             |  |   |              |            |            |  |   |         |        |        |
|  |          |                |                |                |   |             |             |             |  |   |              |            |            |  |   |         |        |        |
|  |          | 1              | Sparta Praha   | 4              |   |             |             |             |  |   |              |            |            |  |   |         |        |        |
|  |          |                |                | 4              |   |             |             |             |  |   |              |            |            |  |   |         |        |        |
|  |          |                | 12             | Olomouc        | 0 |             |             |             |  |   |              |            |            |  |   |         |        |        |
|  | 5        | Plzeň          | 12             | Olomouc        | 0 | 0           |             |             |  |   |              |            |            |  |   |         |        |        |
|  | 5        | Plzeň          |                |                |   | 0           |             |             |  |   |              |            |            |  |   |         |        |        |
|  | 12       | Olomouc        | 3              |                |   |             |             |             |  |   |              |            |            |  |   |         |        |        |
|  | 12       | Olomouc        | 3              |                |   |             |             |             |  | 1 | Sparta Praha | 3          |            |  |   |         |        |        |
|  |          |                |                |                |   |             |             |             |  | 1 | Sparta Praha | 3          |            |  |   |         |        |        |
|  |          | 4              | Liberec        | 4              |   |             |             |             |  |   |              |            |            |  |   |         |        |        |
|  |          | 4              | Liberec        | 4              |   |             |             |             |  |   |              |            |            |  |   |         |        |        |
|  |          |                |                |                |   |             |             |             |  |   |              |            |            |  |   |         |        |        |
|  |          |                |                |                |   |             |             |             |  |   |              |            |            |  |   |         |        |        |
|  |          | 4              | Liberec        | 4              |   |             |             |             |  |   |              |            |            |  |   |         |        |        |
|  |          |                |                | 4              |   |             |             |             |  |   |              |            |            |  |   |         |        |        |
|  |          |                | 6              | Hradec Králové | 0 |             |             |             |  |   |              |            |            |  |   |         |        |        |
|  | 6        | Hradec Králové | 6              | Hradec Králové | 0 | 3           |             |             |  |   |              |            |            |  |   |         |        |        |
|  | 6        | Hradec Králové |                |                |   | 3           |             |             |  |   |              |            |            |  |   |         |        |        |
|  | 11       | Litvínov       | 0              |                |   |             |             |             |  |   |              |            |            |  |   |         |        |        |
|  | 11       | Litvínov       | 0              |                |   |             |             |             |  |   |              |            |            |  | 4 | Liberec | 1      |        |
|  |          |                |                |                |   |             |             |             |  |   |              |            |            |  | 4 | Liberec | 1      |        |
|  |          | 2              | Třinec         | 4              |   |             |             |             |  |   |              |            |            |  |   |         |        |        |
|  |          | 2              | Třinec         | 4              |   |             |             |             |  |   |              |            |            |  |   |         |        |        |
|  |          |                |                |                |   |             |             |             |  |   |              |            |            |  |   |         |        |        |
|  |          |                |                |                |   |             |             |             |  |   |              |            |            |  |   |         |        |        |
|  |          | 2              | Třinec         | 4              |   |             |             |             |  |   |              |            |            |  |   |         |        |        |
|  |          |                |                | 4              |   |             |             |             |  |   |              |            |            |  |   |         |        |        |
|  |          |                | 9              | Brno           | 0 |             |             |             |  |   |              |            |            |  |   |         |        |        |
|  | 8        | Vítkovice      | 9              | Brno           | 0 | 2           |             |             |  |   |              |            |            |  |   |         |        |        |
|  | 8        | Vítkovice      |                |                |   | 2           |             |             |  |   |              |            |            |  |   |         |        |        |
|  | 9        | Brno           | 3              |                |   |             |             |             |  |   |              |            |            |  |   |         |        |        |
|  | 9        | Brno           | 3              |                |   |             |             |             |  | 2 | Třinec       | 4          |            |  |   |         |        |        |
|  |          |                |                |                |   |             |             |             |  | 2 | Třinec       | 4          |            |  |   |         |        |        |
|  |          | 3              | Mladá Boleslav | 3              |   |             |             |             |  |   |              |            |            |  |   |         |        |        |
|  |          | 3              | Mladá Boleslav | 3              |   |             |             |             |  |   |              |            |            |  |   |         |        |        |
|  |          |                |                |                |   |             |             |             |  |   |              |            |            |  |   |         |        |        |
|  |          |                |                |                |   |             |             |             |  |   |              |            |            |  |   |         |        |        |
|  |          | 3              | Mladá Boleslav | 4              |   |             |             |             |  |   |              |            |            |  |   |         |        |        |
|  |          |                |                | 4              |   |             |             |             |  |   |              |            |            |  |   |         |        |        |
|  |          |                | 7              | Pardubice      | 0 |             |             |             |  |   |              |            |            |  |   |         |        |        |
|  | 7        | Pardubice      | 7              | Pardubice      | 0 | 3           |             |             |  |   |              |            |            |  |   |         |        |        |
|  | 7        | Pardubice      |                |                |   | 3           |             |             |  |   |              |            |            |  |   |         |        |        |
|  | 10       | Karlovy Vary   | 1              |                |   |             |             |             |  |   |              |            |            |  |   |         |        |        |

### Čtvrtfinále

#### HC Oceláři Třinec(2.) –HC Kometa Brno(9.)
| 20. března 2021 17:00 | HC Oceláři Třinec | 5:0 (3:0, 1:0, 1:0) | HC Kometa Brno | Werk Arena, Třinec |  |

| Zpráva                                                                                               |  |          |  |                                                                      |
| |  | Brankáři |  | Rozhodčí: Oldřich Hejduk Adam Kika Čároví: Jiří Ganger David Klouček |
| 01:14 Tomáš Kundrátek 01:51 Michal Kovařčík 12:10 Martin Růžička 25:50 Jack Rodewald 45:09 Erik Hrňa |  |          |  | Rozhodčí: Oldřich Hejduk Adam Kika Čároví: Jiří Ganger David Klouček |

| 21. března 2021 17:00 | HC Oceláři Třinec | 7:2 (2:1, 3:0, 2:1) | HC Kometa Brno | Werk Arena, Třinec |  |

| Zpráva | |          |                                      |                                                                          |
| | | Brankáři |                                      | Rozhodčí: Pavel Hodek Pavel Obadal Čároví: Miroslav Lhotský Jiří Svoboda |
| 11:19 Daniel Kurovský 19:54 Matěj Stránský 26:56 Martin Růžička 29:30 Michal Kovařčík 39:58 Ralfs Freibergs 58:57 Michal Kovařčík 59:29 Tomáš Marcinko | 11:19 Daniel Kurovský 19:54 Matěj Stránský 26:56 Martin Růžička 29:30 Michal Kovařčík 39:58 Ralfs Freibergs 58:57 Michal Kovařčík 59:29 Tomáš Marcinko |          | 02:42 Petr Zámorský 46:11 Petr Holík | Rozhodčí: Pavel Hodek Pavel Obadal Čároví: Miroslav Lhotský Jiří Svoboda |

| 24. března 2021 17:00 | HC Kometa Brno | 1:4 (0:1, 1:1, 0:2) | HC Oceláři Třinec | DRFG Arena, Brno |  |

| Zpráva              |                     |          |                                                                                |                                                                    |
|                     |                     | Brankáři |                                                                                | Rozhodčí: René Hradil Robin Šír Čároví: Jiří Gebauer Marek Hlavatý |
| 23:07 Peter Mueller | 23:07 Peter Mueller |          | 07:26 Martin Růžička 33:52 Martin Gernát 46:54 Erik Hrňa 53:22 Michal Kovařčík | Rozhodčí: René Hradil Robin Šír Čároví: Jiří Gebauer Marek Hlavatý |

| 25. března 2021 17:00 | HC Kometa Brno | 1:4 (1:1, 0:2, 0:1) | HC Oceláři Třinec | DRFG Arena, Brno |  |

| Zpráva             |                    |          |                                                                                         |                                                                           |
|                    |                    | Brankáři |                                                                                         | Rozhodčí: Oldřich Hejduk Vladimír Pešina Čároví: Jiří Ondráček Josef Špůr |
| 12:33 Jakub Klepiš | 12:33 Jakub Klepiš |          | 15:56 Jack Rodewald 01:32 Martin Stránský 05:01 Patrik Hrehorčák 10:43 Patrik Hrehorčák | Rozhodčí: Oldřich Hejduk Vladimír Pešina Čároví: Jiří Ondráček Josef Špůr |

Do semifinéle play off postoupil tým HC Oceláři Třinec , když zvítězil 4:0 na zápasy.

### Semifinále

#### HC Oceláři Třinec(2.) –BK Mladá Boleslav(3.)
| 3. dubna 2021 15:00 | HC Oceláři Třinec | 2:0 (0:0, 2:0, 0:0) | BK Mladá Boleslav | Werk Arena, Třinec Návštěvnost: Bez diváků |  |

| Zpráva                                                                                               | |          |             |                                                                                |
| Ondřej Kacetl                                                                                        | Ondřej Kacetl                                                                                        | Brankáři | Jan Růžička | Rozhodčí: Antonín Jeřábek Oldřich Hejduk Čároví: Miroslav Lhotský Jiří Svoboda |
| 25:02 Martin Růžička (Petr Vrána, Erik Hrňa) 28:32 Michal Kovařčík (Ralfs Freibergs, Martin Růžička) | 25:02 Martin Růžička (Petr Vrána, Erik Hrňa) 28:32 Michal Kovařčík (Ralfs Freibergs, Martin Růžička) | 1:0 2:0  |             | Rozhodčí: Antonín Jeřábek Oldřich Hejduk Čároví: Miroslav Lhotský Jiří Svoboda |
| 6 min                                                                                                | 6 min                                                                                                | Tresty   | 12 min      | Rozhodčí: Antonín Jeřábek Oldřich Hejduk Čároví: Miroslav Lhotský Jiří Svoboda |
| 36                                                                                                   | 36                                                                                                   | Střely   | 23          | Rozhodčí: Antonín Jeřábek Oldřich Hejduk Čároví: Miroslav Lhotský Jiří Svoboda |

| 4. dubna 2021 17:00 | HC Oceláři Třinec | 1:3 (1:1, 0:2, 0:0) | BK Mladá Boleslav | Werk Arena, Třinec Návštěvnost: Bez diváků |  |

| Zpráva                                               |                                                      |                 | |                                                                     |
| Ondřej Kacetl                                        | Ondřej Kacetl                                        | Brankáři        | Jan Růžička | Rozhodčí: Vladimír Pešina Adam Kika Čároví: Vít Lederer Michal Zíka |
| 08:09 Jack Rodewald (Jan Jaroměřský, Michael Špaček) | 08:09 Jack Rodewald (Jan Jaroměřský, Michael Špaček) | 1:0 1:1 1:2 1:3 | 15:00 Jakub Strnad (Jan Stránský, Martin Ševc) 30:42 Maris Bičevskis (Jakub Strnad, Jan Stránský) 32:30 David Bernad (Joona Jääskeläinen) | Rozhodčí: Vladimír Pešina Adam Kika Čároví: Vít Lederer Michal Zíka |
| 18 min                                               | 18 min                                               | Tresty          | 10 min | Rozhodčí: Vladimír Pešina Adam Kika Čároví: Vít Lederer Michal Zíka |
| 30                                                   | 30                                                   | Střely          | 22 | Rozhodčí: Vladimír Pešina Adam Kika Čároví: Vít Lederer Michal Zíka |

| 7. dubna 2021 19:00 | BK Mladá Boleslav | 1:3 (0:2, 1:1, 0:0) | HC Oceláři Třinec | ŠKO-ENERGO Aréna, Mladá Boleslav Návštěvnost: Bez diváků |  |

| Zpráva                                          |                                                 |                 | |                                                                     |
| Jan Růžička                                     | Jan Růžička                                     | Brankáři        | Ondřej Kacetl | Rozhodčí: Pavel Hodek Petr Lacina Čároví: Tomáš Brejcha Tomáš Pešek |
| 28:18 David Šťastný (Petr Šidlík, Jakub Kotala) | 28:18 David Šťastný (Petr Šidlík, Jakub Kotala) | 0:1 0:2 1:2 1:3 | 01:50 Jack Rodewald (Michael Špaček, Michal Kovařčík) 12:02 Martin Růžička (Matěj Stránský, Petr Vrána) 38:32 Miloš Roman (Vladimír Dravecký) | Rozhodčí: Pavel Hodek Petr Lacina Čároví: Tomáš Brejcha Tomáš Pešek |
| 4 min                                           | 4 min                                           | Tresty          | 6 min | Rozhodčí: Pavel Hodek Petr Lacina Čároví: Tomáš Brejcha Tomáš Pešek |
| 35                                              | 35                                              | Střely          | 18 | Rozhodčí: Pavel Hodek Petr Lacina Čároví: Tomáš Brejcha Tomáš Pešek |

| 8. dubna 2021 19:00 | BK Mladá Boleslav | 3:1 (1:1, 1:0, 1:0) | HC Oceláři Třinec | ŠKO-ENERGO Aréna, Mladá Boleslav Návštěvnost: Bez diváků |  |

| Zpráva | |                 |                                        |                                                                        |
| Jan Růžička | Jan Růžička | Brankáři        | Ondřej Kacetl                          | Rozhodčí: René Hradil Oldřich Hejduk Čároví: Jiří Ganger David Klouček |
| 16:22 Joona Jääskeläinen (Marek Hrbas, Mitchell Fillman) 25:02 David Cienciala (David Šťastný, Jakub Kotala) 58:25 Martin Ševc (Marek Hrbas, Jan Stránský) | 16:22 Joona Jääskeläinen (Marek Hrbas, Mitchell Fillman) 25:02 David Cienciala (David Šťastný, Jakub Kotala) 58:25 Martin Ševc (Marek Hrbas, Jan Stránský) | 0:1 1:1 2:1 3:1 | 05:58 Matěj Stránský (Tomáš Kundrátek) | Rozhodčí: René Hradil Oldřich Hejduk Čároví: Jiří Ganger David Klouček |
| 2 min | 2 min | Tresty          | 2 min                                  | Rozhodčí: René Hradil Oldřich Hejduk Čároví: Jiří Ganger David Klouček |
| 30 | 30 | Střely          | 16                                     | Rozhodčí: René Hradil Oldřich Hejduk Čároví: Jiří Ganger David Klouček |

| 11. dubna 2021 14:00 | HC Oceláři Třinec | 3:0 (1:0, 2:0, 0:0) | BK Mladá Boleslav | Werk Arena, Třinec Návštěvnost: Bez diváků |  |

| Zpráva | |             |             |                                                                         |
| Ondřej Kacetl | Ondřej Kacetl | Brankáři    | Jan Růžička | Rozhodčí: Pavel Hodek Petr Lacina Čároví: Miroslav Lhotský Jiří Svoboda |
| 05:22 Martin Růžička (David Musil, Matěj Stránský) 23:02 Petr Vrána (Matěj Stránský, Martin Růžička) 36:03 Michael Špaček (Marian Adámek, David Musil) | 05:22 Martin Růžička (David Musil, Matěj Stránský) 23:02 Petr Vrána (Matěj Stránský, Martin Růžička) 36:03 Michael Špaček (Marian Adámek, David Musil) | 1:0 2:0 3:0 |             | Rozhodčí: Pavel Hodek Petr Lacina Čároví: Miroslav Lhotský Jiří Svoboda |
| 16 min | 16 min | Tresty      | 16 min      | Rozhodčí: Pavel Hodek Petr Lacina Čároví: Miroslav Lhotský Jiří Svoboda |
| 24 | 24 | Střely      | 22          | Rozhodčí: Pavel Hodek Petr Lacina Čároví: Miroslav Lhotský Jiří Svoboda |

| 13. dubna 2021 17:00 | BK Mladá Boleslav | 4:2 (1:0, 2:1, 1:1) | HC Oceláři Třinec | ŠKO-ENERGO Aréna, Mladá Boleslav Návštěvnost: Bez diváků |  |

| Zpráva | |                         |                                                                                          |                                                                       |
| Jan Růžička | Jan Růžička | Brankáři                | Ondřej Kacetl                                                                            | Rozhodčí: Pavel Hodek Oldřich Hejduk Čároví: Jiří Ondráček Josef Špůr |
| 14:27 Jakub Kotala (David Šťastný, Martin Pláněk) 34:02 Pavel Kousal (Ondřej Najman) 39:31 Ondřej Najman (Martin Pláněk, Ondřej Dlapa) 59:03 Pavel Kousal (bez asistence) | 14:27 Jakub Kotala (David Šťastný, Martin Pláněk) 34:02 Pavel Kousal (Ondřej Najman) 39:31 Ondřej Najman (Martin Pláněk, Ondřej Dlapa) 59:03 Pavel Kousal (bez asistence) | 1:0 1:1 2:1 3:1 3:2 4:2 | 29:15 Martin Růžička (Jan Jaroměřský) 49:29 Ralfs Freibergs (Petr Vrána, Matěj Stránský) | Rozhodčí: Pavel Hodek Oldřich Hejduk Čároví: Jiří Ondráček Josef Špůr |
| 20 min | 20 min | Tresty                  | 8 min                                                                                    | Rozhodčí: Pavel Hodek Oldřich Hejduk Čároví: Jiří Ondráček Josef Špůr |
| 32 | 32 | Střely                  | 32                                                                                       | Rozhodčí: Pavel Hodek Oldřich Hejduk Čároví: Jiří Ondráček Josef Špůr |

| 15. dubna 2021 19:00 | HC Oceláři Třinec | 3:0 (0:0, 0:0, 3:0) | BK Mladá Boleslav | Werk Arena, Třinec Návštěvnost: Bez diváků |  |

| Zpráva | |             |             |                                                                            |
| Ondřej Kacetl | Ondřej Kacetl | Brankáři    | Jan Růžička | Rozhodčí: Pavel Hodek Oldřich Hejduk Čároví: Miroslav Lhotský Jiří Svoboda |
| 47:00 Martin Růžička (Michael Špaček) 59:21 Tomáš Marcinko (bez asistence) 59:36 Patrik Hrehorčák (bez asistence) | 47:00 Martin Růžička (Michael Špaček) 59:21 Tomáš Marcinko (bez asistence) 59:36 Patrik Hrehorčák (bez asistence) | 1:0 2:0 3:0 |             | Rozhodčí: Pavel Hodek Oldřich Hejduk Čároví: Miroslav Lhotský Jiří Svoboda |
| 12 min | 12 min | Tresty      | 28 min      | Rozhodčí: Pavel Hodek Oldřich Hejduk Čároví: Miroslav Lhotský Jiří Svoboda |
| 25 | 25 | Střely      | 23          | Rozhodčí: Pavel Hodek Oldřich Hejduk Čároví: Miroslav Lhotský Jiří Svoboda |

Konečný stav série 4:3 na zápasy pro HC Oceláři Třinec.

### Finále

#### HC Oceláři Třinec(2.) –Bílí Tygři Liberec(4.)
| 18. dubna 2021 18:00 | HC Oceláři Třinec | 6:2 (3:0, 3:2, 0:0) | Bílí Tygři Liberec | Werk Arena, Třinec Návštěvnost: 477 |  |

| Zpráva | |                                 |                                                                                              |                                                                  |
| Ondřej Kacetl | Ondřej Kacetl | Brankáři                        | Petr Kváča, Jaroslav Pavelka                                                                 | Rozhodčí: Robin Šír Petr Lacina Čároví: Jiří Ondráček Josef Špůr |
| 06:50 Ralfs Freibergs (Martin Růžička, Marian Adámek) 09:12 Tomáš Kundrátek (Milan Doudera, Matěj Stránský) 14:09 Erik Hrňa (Ralfs Freibergs, Martin Růžička) 25:28 Michael Špaček (Ondřej Kovařčík, Ralfs Freibergs) 29:44 Matěj Stránský (Martin Gernát, Martin Růžička) 35:43 Milan Doudera (Michal Kovařčík, Michael Špaček) | 06:50 Ralfs Freibergs (Martin Růžička, Marian Adámek) 09:12 Tomáš Kundrátek (Milan Doudera, Matěj Stránský) 14:09 Erik Hrňa (Ralfs Freibergs, Martin Růžička) 25:28 Michael Špaček (Ondřej Kovařčík, Ralfs Freibergs) 29:44 Matěj Stránský (Martin Gernát, Martin Růžička) 35:43 Milan Doudera (Michal Kovařčík, Michael Špaček) | 1:0 2:0 3:0 3:1 4:1 4:2 5:2 6:2 | 20:35 Michal Birner (Dávid Gríger, Radan Lenc) 28:20 Adam Musil (Michal Birner, Adam Najman) | Rozhodčí: Robin Šír Petr Lacina Čároví: Jiří Ondráček Josef Špůr |
| 26 min | 26 min | Tresty                          | 55 min                                                                                       | Rozhodčí: Robin Šír Petr Lacina Čároví: Jiří Ondráček Josef Špůr |
| 30 | 30 | Střely                          | 20                                                                                           | Rozhodčí: Robin Šír Petr Lacina Čároví: Jiří Ondráček Josef Špůr |

| 19. dubna 2021 17:00 | HC Oceláři Třinec | 3:1 (0:0, 2:0, 1:1) | Bílí Tygři Liberec | Werk Arena, Třinec Návštěvnost: 424 |  |

| Zpráva | |                 |                                               |                                                                        |
| Ondřej Kacetl | Ondřej Kacetl | Brankáři        | Petr Kváča                                    | Rozhodčí: Pavel Hodek Antonín Jeřábek Čároví: Vít Lederer Daniel Hynek |
| 34:06 Petr Vrána (Matěj Stránský, Martin Růžička) 38:03 Miloš Roman (Tomáš Kundrátek, David Musil) 59:22 Jack William Rodewald (Tomáš Marcinko, David Musil) | 34:06 Petr Vrána (Matěj Stránský, Martin Růžička) 38:03 Miloš Roman (Tomáš Kundrátek, David Musil) 59:22 Jack William Rodewald (Tomáš Marcinko, David Musil) | 1:0 2:0 2:1 3:1 | 44:43 Michal Bulíř (Dávid Gríger, Radan Lenc) | Rozhodčí: Pavel Hodek Antonín Jeřábek Čároví: Vít Lederer Daniel Hynek |
| 6 min | 6 min | Tresty          | 31 min                                        | Rozhodčí: Pavel Hodek Antonín Jeřábek Čároví: Vít Lederer Daniel Hynek |
| 22 | 22 | Střely          | 16                                            | Rozhodčí: Pavel Hodek Antonín Jeřábek Čároví: Vít Lederer Daniel Hynek |

| 22. dubna 2021 18:30 | Bílí Tygři Liberec | 3:0 (2:0, 0:0, 1:0) | HC Oceláři Třinec | Home Credit Arena, Liberec Návštěvnost: 300 |  |

| Zpráva | |             |               |                                                                     |
| Petr Kváča | Petr Kváča | Brankáři    | Ondřej Kacetl | Rozhodčí: René Hradil Roman Mrkva Čároví: Tomáš Brejcha Tomáš Pešek |
| 03:37 Petr Kolmann (Mislav Rosandič, Michal Birner) 16:02 Radan Lenc (Michal Birner) 59:11 Michal Bulíř (bez asistence) | 03:37 Petr Kolmann (Mislav Rosandič, Michal Birner) 16:02 Radan Lenc (Michal Birner) 59:11 Michal Bulíř (bez asistence) | 1:0 2:0 3:0 |               | Rozhodčí: René Hradil Roman Mrkva Čároví: Tomáš Brejcha Tomáš Pešek |
| 4 min | 4 min | Tresty      | 4 min         | Rozhodčí: René Hradil Roman Mrkva Čároví: Tomáš Brejcha Tomáš Pešek |
| 29 | 29 | Střely      | 25            | Rozhodčí: René Hradil Roman Mrkva Čároví: Tomáš Brejcha Tomáš Pešek |

| 23. dubna 2021 17:00 | Bílí Tygři Liberec | 0:1 PP (0:0, 0:0, 0:0 - 0:1) | HC Oceláři Třinec | Home Credit Arena, Liberec Návštěvnost: 300 |  |

| Zpráva     |            |          |                                                    |                                                                        |
| Petr Kváča | Petr Kváča | Brankáři | Ondřej Kacetl                                      | Rozhodčí: Pavel Hodek Antonín Jeřábek Čároví: Jiří Ondráček Josef Špůr |
|            |            | 0:1      | 69:14 Matěj Stránský (Ralfs Freibergs, Petr Vrána) | Rozhodčí: Pavel Hodek Antonín Jeřábek Čároví: Jiří Ondráček Josef Špůr |
| 6 min      | 6 min      | Tresty   | 6 min                                              | Rozhodčí: Pavel Hodek Antonín Jeřábek Čároví: Jiří Ondráček Josef Špůr |
| 19         | 19         | Střely   | 26                                                 | Rozhodčí: Pavel Hodek Antonín Jeřábek Čároví: Jiří Ondráček Josef Špůr |

| 26. dubna 2021 17:00 | HC Oceláři Třinec | 3:0 (0:0, 1:0, 2:0) | Bílí Tygři Liberec | Werk Arena, Třinec Návštěvnost: 879 |  |

| Zpráva | |             |            |                                                                  |
| Ondřej Kacetl | Ondřej Kacetl | Brankáři    | Petr Kváča | Rozhodčí: Robin Šír Petr Lacina Čároví: Daniel Hynek Vít Lederer |
| 29:07 Jack William Rodewald (Michael Špaček) 51:17 Michal Kovařčík (Martin Gernát, Michael Špaček) 57:32 Vladimír Dravecký (Jack William Rodewald) | 29:07 Jack William Rodewald (Michael Špaček) 51:17 Michal Kovařčík (Martin Gernát, Michael Špaček) 57:32 Vladimír Dravecký (Jack William Rodewald) | 1:0 2:0 3:0 |            | Rozhodčí: Robin Šír Petr Lacina Čároví: Daniel Hynek Vít Lederer |
| 6 min | 6 min | Tresty      | 28 min     | Rozhodčí: Robin Šír Petr Lacina Čároví: Daniel Hynek Vít Lederer |
| 23 | 23 | Střely      | 23         | Rozhodčí: Robin Šír Petr Lacina Čároví: Daniel Hynek Vít Lederer |

### Statistiky HC Oceláři Třinec
| Základní část | Základní část | Základní část | Základní část | Play off | Play off | Play off | Play off |
| Ročník        | Útočníci      | Obránci       | Brankáři      | Útočníci | Obránci  | Brankáři |          |
| ------------- | ------------- | ------------- | ------------- | -------- | -------- | -------- | -------- |
| 2020/2021     | Zde           | Zde           | Zde           | Zde      | Zde      | Zde      |          |